# Багдасарян, Анаит Гайковна
Анаит Гайковна Багдасарян — советский хозяйственный и государственный деятель, Герой Социалистического Труда.

## Биография
Родилась в 1940 году в Арташатском районе. Член КПСС.
В 1958—1995 — колхозница, звеньевая колхоза имени 26 комиссаров Арташатского района Армянской ССР.
Указом Президиума Верховного Совета СССР от 6 июня 1984 года присвоено звание Героя Социалистического Труда с вручением ордена Ленина и золотой медали «Серп и Молот».
Депутат Верховного Совета СССР 10-го созыва. Делегат XXVII съезда КПСС.
Живёт в деревне Мхчян.

## Награды и звания
- Герой Социалистического Труда (06.06.1984)
- Орден Ленина (08.04.1971, 06.06.1984)